# La Barre-de-Semilly
La Barre-de-Semilly è un comune francese di 978 abitanti situato nel dipartimento della Manica, nella regione della Normandia.

## Società

### Evoluzione demografica
Abitanti censiti